# Юскинське сільське поселення
Ю́скинське сільське поселення — муніципальне утворення в складі Кезького району Удмуртії, Росія. Адміністративний центр — село Юски.
Населення — 526 осіб (2018; 559 у 2015, 599 в 2012, 619 в 2010, 838 у 2002).
До 2006 року існувала Юскинська сільська рада (село Юски, присілки Гонка, Кваляшур, Костим, Подшур, Чурино, Ю-Чаб'я), також до новоствореного сільського поселення була включена частина Кузьминської сільської ради (присілки Акчашур, Березники, Єфремово, Зючлуд, Філинці, Шуралуд).

## Склад
До складу поселення входять такі населені пункти:
| Населений пункт     | Населення, осіб (2002) | Населення, осіб (2010) | Населення, осіб (2012) |
| ------------------- | ---------------------- | ---------------------- | ---------------------- |
| Акчашур, присілок   | 2                      | 1                      | 1                      |
| Березники, присілок | 26                     | 15                     | 15                     |
| Гонка, присілок     | 57                     | 43                     | 36                     |
| Єфремово, присілок  | 32                     | 9                      | 8                      |
| Зючлуд, присілок    | 40                     | 25                     | 23                     |
| Кваляшур, присілок  | 4                      | 0                      | 0                      |
| Костим, присілок    | 2                      | 0                      | 0                      |
| Подшур, присілок    | 4                      | 0                      | 0                      |
| Філинці, присілок   | 128                    | 76                     | 75                     |
| Чурино, присілок    | 99                     | 56                     | 56                     |
| Шуралуд, присілок   | 17                     | 9                      | 7                      |
| Юски, село          | 316                    | 294                    | 292                    |
| Ю-Чаб'я, присілок   | 111                    | 91                     | 86                     |

## Господарство
В поселенні діють школа (Юски), бібліотека (Юски), клуб (Юски), 3 ФАП (Філинці, Ю-Чаб'я, Юски). Серед промислових підприємств працює ТОВ «Труженик».